# Sukobi u Makedoniji 2001.
Kratkotrajni rat u Republici Makedoniji započeo je gerilskom aktivnošću albanske separatističke grupe, "Oslobodilačke nacionalne vojske" početkom 2001. godine. Sukobi su završili Ohridskim sporazumom kojim je dogovoren prekid vatre i razoružavanje gerilaca koje su obavile snage NATO-a.

## Početak
Prvi sukobi počinju oko sela Tanuševaca, blizu granice s Kosovom, preko koje se inflitriraju borci ONV, oružane skupine koja je nastala osloncem na mrežu uspostavljenu ranije od Oslobodilačke vojske Kosova, tijekom Rata na Kosovu 1996.-1999.
Tamo se događaju napadi na makedonsku policiju. Kada snage KFOR-a ulaze u to selo, postrojbe ONV se povlače južnije, prema Tetovu. Približavaju se tom gradu i počinju granatirati njegove periferne dijelove. Tada makedonska policija reagira prilično oštro i razbija snage koje su opkolile Tetovo. ONA se ponovo povlače, ovoga puta u pravcu Kosova.
28. travnja 2001. događa se Masakr kod Vejce, gdje albanski pobunjenici ubijaju 8 makedonskih vojnika i policajaca u zasjedi na kolonu vozila. Taj događaj izaziva žestoko anti-albansko nasilje u Bitoli i Skoplju. Nastavljaju se makedonski napadi na sela pod kontrolom albanskih pobunjenika, te se na makedonskoj strani u te napade uključuju i 4 borbena helikoptera Mil Mi-24 isporučenih 1996. godine iz Ukrajine. Ta će država tijekom oružanog sukoba pružiti važnu podršku makedonskim oružanim snagama, između ostalog isporukom dodatnih zrakoplova – među kojima još 4 topovnjače Mil Mi-24 i 4 borbena aviona Suhoj Su-25.
Tijekom svibnja 2001. nastaje jednomjesečna "pat pozicija" na bojnom polju, a u međuvremenu makedonski parlament postiže osnivanje vlade nacionalnog jedinstva.
24. svibnja makedonske snage silovito napadaju i zauzimaju selo Vaksince. Tamo su registrirane prve veće civilne žrtve. Nastavljaju se zasjede i manji sukobi do 9. lipnja, kada albanski vojnici zauzimaju selo Aračinovo, koje se nalazi samo 10 km od Skoplja. To stvara još veću krizu, pa se zatvara skopski aerodrom zbog mogućnosti minobacačkih udara. Tek krajem lipnja makedonske snage nakon silovitih napada oslobađaju to mjesto. U sljedećim mjesecima, vojna moć albanskih vojnika je znatno opala, te se oni ograničavaju na manje gerilske napade, otmice i zasjede (najteža 8. kolovoza, 10 poginulih makedonskih vojnika), na koje se često odgovara anti-albanskim nasiljem u makedonskim gradovima. Krajem kolovoza se uz međunarodno posredovanje postiže dogovor o prekidu vatre i razoružavanju albanskih gerilaca, koje obavljaju snage NATO-a u tzv. operaciji Presudna žetva. Nakon razoružavanja vojnika ONV nisu zabilježeni veći incidenti, ali u dijelovima Makedonije koji su bili zahvaćeni sukobima porastao je kriminal. Do danas je taj prostor ostao miran.

## Vanjske poveznice
|  | Zajednički poslužitelj ima još gradiva o temi Sukobi u Makedoniji 2001. |